# USS Mississippi (SSN-782)
USS Mississippi (SSN-782) – amerykański okręt podwodny z napędem jądrowym typu Virginia, należący konstrukcyjnie do drugiej transzy jednostek pierwszej generacji tego typu Batch 1 Block II. Jego budowę rozpoczęto 9 czerwca 2010 roku w stoczni General Dynamics Electric Boat. 6 grudnia 2011 roku miał miejsce oficjalny chrzest okrętu jako USS "Mississippi" (SSN-782) Okręt włączono do służby 2 czerwca 2012 roku.